# U-583
| U-583                      | U-583                                                          | U-583                                                          |
| -------------------------- | -------------------------------------------------------------- | -------------------------------------------------------------- |
|                            |                                                                |                                                                |
|                            |                                                                |                                                                |
|                            |                                                                |                                                                |
| Під прапором               | Третій рейх                                                    | Третій рейх                                                    |
| Спуск на воду              | 26 червня 1941 року                                            | 26 червня 1941 року                                            |
| Виведений зі складу флоту  | 15 листопада 1941 року                                         | 15 листопада 1941 року                                         |
| Сучасний статус            | затоплений                                                     | затоплений                                                     |
| Проєкт                     |                                                                |                                                                |
| Тип ПЧ                     | Торпедний ДПЧ                                                  | Торпедний ДПЧ                                                  |
| Основні характеристики     |                                                                |                                                                |
| Швидкість (надводна)       | 17,7 вузлів                                                    | 17,7 вузлів                                                    |
| Швидкість (підводна)       | 7,6 вузлів                                                     | 7,6 вузлів                                                     |
| Робоча глибина занурення   | 100 м                                                          | 100 м                                                          |
| Гранична глибина занурення | 220 м                                                          | 220 м                                                          |
| Екіпаж                     | 45 осіб                                                        | 45 осіб                                                        |
| Розміри                    |                                                                |                                                                |
| Довжина найбільша (по КВЛ) | 67,1 м                                                         | 67,1 м                                                         |
| Ширина корпусу найб.       | 6,2 м                                                          | 6,2 м                                                          |
| Висота                     | 9,6 м                                                          | 9,6 м                                                          |
| Середня осадка (по КВЛ)    | 4,70 м                                                         | 4,70 м                                                         |
| Водотоннажність надводна   | 769 т                                                          | 769 т                                                          |
| Озброєння                  |                                                                |                                                                |
| Артилерія                  | одна палубна гармата калібру 88-мм, одна 20-мм зенітна гармата | одна палубна гармата калібру 88-мм, одна 20-мм зенітна гармата |
| Торпедно- мінне озброєння  | 4 носових і один кормовий ТА. 14 торпед                        | 4 носових і один кормовий ТА. 14 торпед                        |

U-583 — німецький підводний човен типу VIIC часів Другої світової війни.
Замовлення на будівництво човна було віддане 8 січня 1940 року. Човен був закладений на верфі суднобудівної компанії «Blohm + Voss» у Гамбурзі 1 жовтня 1940 року під заводським номером 559, спущений на воду 26 червня 1941 року, 14 серпня 1941 року увійшов до складу 5-ї флотилії. Єдиним командиром човна був капітан-лейтенант Генріх Рач.
Човен не зробив жодного бойового походу.
Затонув 15 листопада 1941 року в Балтійському морі північніше Столпмюнде (55°18′ пн. ш. 16°53′ сх. д. / 55.300° пн. ш. 16.883° сх. д.) після зіткнення з іншим німецьким підводним човном U-153. Всі 45 членів екіпажу загинули.